# Kelly Morrison
Kelly Louise Morrison, née le 2 février 1969, est une médecin et femme politique américaine, représentant le troisième district du Minnesota. Morrison est membre du Sénat du Minnesota de 2023 à 2024. Membre du Minnesota Democratic-Farmer-Labor Party, elle représente le 45e district de la zone métropolitaine occidentale des Twin Cities, qui comprend les villes de Minnetonka, Mound, Minnetrista et Orono dans le comté de Hennepin. Elle siège à la Chambre des représentants du Minnesota de 2019 à 2023.
Le 9 novembre 2023, Morrison annonce qu'elle se présente aux primaires démocrates pour le 3e district du Minnesota lors des élections à la Chambre des représentants de 2024, après que le titulaire, Dean Phillips, ait annoncé sa candidature contre le président Joe Biden lors des primaires présidentielles du Parti démocrate de 2024. Elle est élue le 5 novembre 2024, battant le républicain Tad Jude.

## Jeunesse, éducation et carrière
Morrison est née à Minneapolis, dans le Minnesota. Elle fréquente l'école primaire Jefferson à Minneapolis et est diplômée de l'école Blake,,.
Morrison fréquente l'université Yale et obtient son diplôme avec mention avec un baccalauréat ès arts en histoire. Elle fréquente l'université de Boston pour ses besoins pré-médicaux et obtient un doctorat en médecine de l'université Case Western Reserve.
Morrison est une obstétricienne-gynécologue praticienne,.

## Chambre des représentants du Minnesota
Morrison est élue pour la première fois à la Chambre des représentants du Minnesota en 2018, battant la titulaire républicaine Cindy Pugh. Elle est réélue en 2020, battant le candidat républicain Andrew Myers.
Morrison représente le district 33B, y compris des parties des comtés de Hennepin et de Carver. Au cours de la session 2021-2022, elle est cheffe adjointe de la majorité pour le caucus DFL de la Chambre.
Affectations des comités 2019-2020 :
- Politique de santé et de services sociaux
- Division du financement de l'éducation/Division du financement de la santé et des services sociaux : Division du financement et des politiques de la petite enfance
- Environnement et finances des ressources naturelles
- Division des eaux

Affectations des comités 2021-2022 :
- Finances et politiques de la petite enfance
- Environnement et ressources naturelles Finances et politiques
- Financement et politique de la santé
- Financement et politique de la santé : Division des politiques de santé préventive

## Sénat du Minnesota

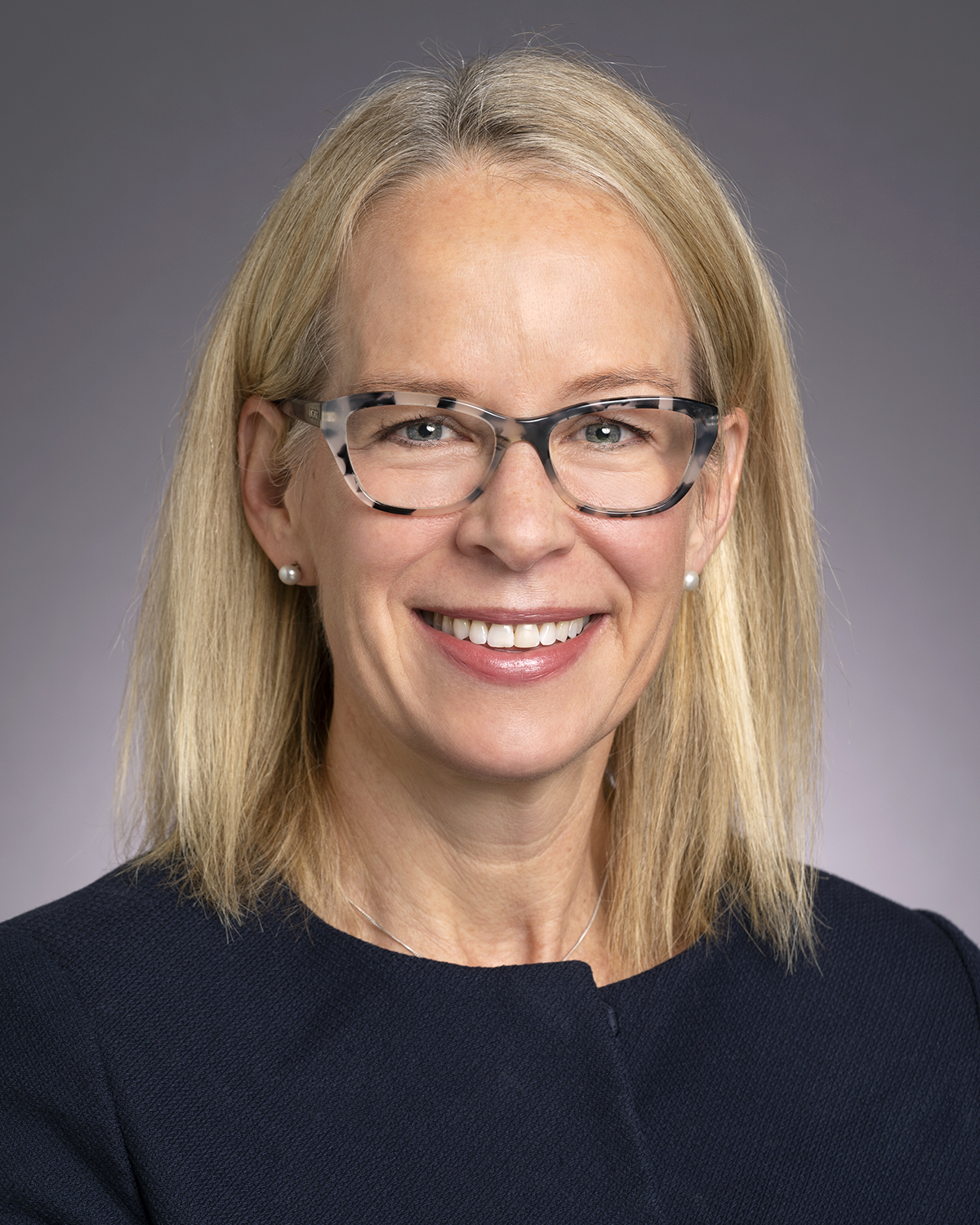
Morrison en tant que sénatrice de l'État du Minnesota en 2023

Après le redécoupage législatif de 2022, Morrison annonce qu'elle se présentera à l'approbation du DFL dans le district sénatorial 45 nouvellement créé. Elle est soutenue par la présidente de la Chambre des représentants du Minnesota, Melissa Hortman, et par le représentant américain Dean Phillips. Morrison remporte le soutien du parti face à la sénatrice sortante Ann Johnson Stewart. Stewart annonce qu'elle ne défierait pas Morrison lors des primaires et la soutient. Lors des élections générales, Morrison bat la candidate républicaine Kathleen Fowke.
Morrison est cheffe adjointe de la majorité du caucus DFL du Sénat au cours de la session 2023-2024.
Morrison démissionne du Sénat du Minnesota le 6 juin 2024 pour se concentrer sur sa campagne pour le Congrès de 2024.
Affectations des comités 2023-2024 :
- Vice-présidente : Transports
- Environnement, climat et héritage
- Santé et services sociaux
- Gouvernements des États et des collectivités locales et anciens combattants

## Campagne pour le Congrès américain
Le 9 novembre 2023, Morrison annonce qu'elle se présentera aux primaires démocrates pour le troisième district du Minnesota après que le titulaire, Dean Phillips, ait décidé de se présenter contre le président Joe Biden aux primaires présidentielles du Parti démocrate de 2024. Morrison déclare qu'elle soutient fermement Biden, le qualifiant de « président transformateur ».
Morrison et Phillips se soutiennent mutuellement lors de courses précédentes, et Morrison qualifie Phillips de « bon ami à elle ». Son annonce mets l'accent sur son travail en faveur de l'adoption d'une législation pro-choix et sur le fait qu'elle serait la seule gynécologue-obstétricienne au Congrès si elle est élue. La campagne de Morrison est soutenue par plusieurs législateurs d'État, l'ancien gouverneur du Minnesota Mark Dayton et un ancien président et directeur général de Planned Parenthood North Central States,.
Le 24 novembre, Phillips annonce qu'il ne se présenterait pas à la réélection à la Chambre, quel que soit le résultat de sa campagne présidentielle. Il déclare également qu'il ne soutiendrait personne dans la course à son ancien siège. Morrison remercie Phillips pour son service dans une déclaration après son annonce.